# Postausweiskarte

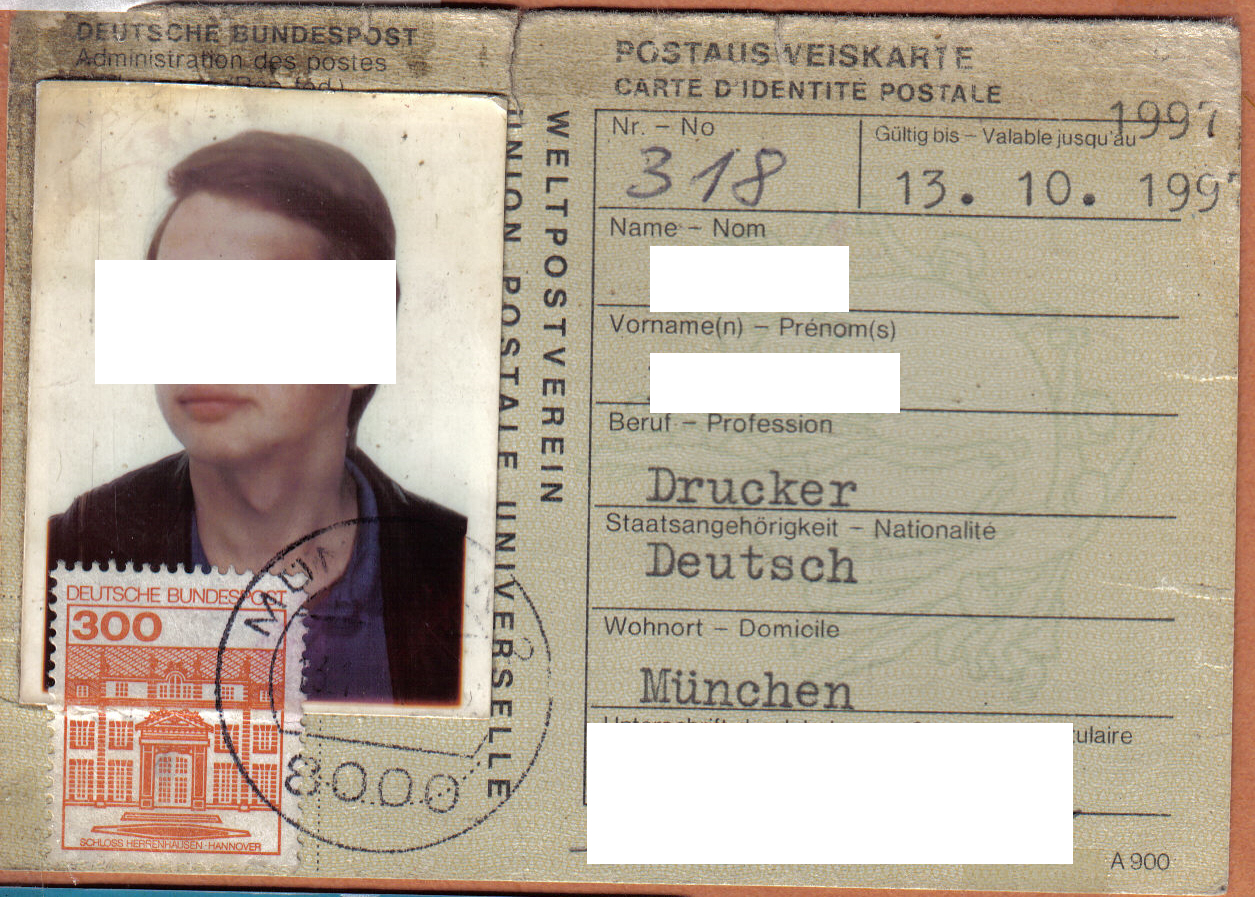
Deutsche Postausweiskarte, gültig bis 1997

Die Postausweiskarte wurde am 1. Juni 1904 eingeführt und war eine Art Ausweis.

## Verwendungszweck
Die Postausweiskarte war in erster Linie dazu bestimmt, dem Zusteller gegenüber als vollgültiger Ausweis zu dienen. Sie konnte jedoch auch an den Postschaltern als Ausweis für Personen gelten, die den Postbeamten unbekannt waren, ohne dass dadurch die zugelassenen sonstigen Ausweismöglichkeiten beeinträchtigt wurden.
Sie diente unter anderem dem Inhaber eines Postkreditbriefs zum Nachweis seiner Empfangsberechtigung oder zur Aushändigung einer postlagernden Sendung am Schalter eines Postamtes.

## Ausstellung
Die Postausweiskarten wurden auf Antrag bei jedem Postamt gegen eine Schreibgebühr ausgestellt und galten bei allen Postanstalten. Gültigkeitsdauer (bis in die 1920er Jahre) zwei Jahre, vom Tage der Ausstellung an gerechnet. Erneuerung waren jedoch vor Ablauf der Gültigkeitsdauer nötig, wenn sich das Äußere des Inhabers so verändert hatte, dass das Lichtbild oder die Personenbeschreibung nicht mehr zutraf. Der Antragsteller musste sich, wenn er nicht persönlich bekannt war, durch eine andere bekannte vertrauenswürdige Person oder in sonst zuverlässiger Weise ausweisen. Im Dritten Reich wurde zusätzlich noch die Beschreibung des Inhabers (Geburtstag, Geburtsort, Gestalt, Haare, Augen und Gesichtsfarbe) erfasst.

## Deutschland
Die deutschen Postausweiskarten galten in den meisten europäischen und vielen außereuropäischen Ländern.
Sie wurde 1943 im Deutschen Reich für die Dauer des Zweiten Weltkrieges verlängert. In der Bundesrepublik Deutschland wurden von der Deutschen Bundespost in den 1950er Jahren keine Postausweiskarten ausgestellt, es galten jedoch alle in Weltpostvereinsländern ausgestellten Ausweiskarten.